# 馬里卜
馬里卜（阿拉伯语：‎，羅馬化：Ma'rib）是也门馬里卜省的首府，古代示巴王國的首都。位于也门首都萨那以东120公里。2005年普查的人口为16,794。